# Бобрицька сільська рада (Любашівський район)
Бо́брицька сільська́ ра́да — адміністративно-територіальна одиниця та орган місцевого самоврядування в Любашівському районі Одеської області. Адміністративний центр — село Бобрик Перший.

## Загальні відомості
- Територія ради: 129,96 км²
- Населення ради: 3 035 осіб (станом на 2001 рік)
- Територією ради протікає річка Кодима

## Населені пункти
Сільській раді були підпорядковані населені пункти:
- с. Бобрик Перший
- с. Арчепитівка
- с. Бобрик Другий
- с. Янишівка

## Населення
Згідно з переписом УРСР 1989 року чисельність наявного населення сільської ради становила 3200 осіб, з яких 1341 чоловік та 1859 жінок.
За переписом населення України 2001 року в сільській раді мешкали 3034 особи.

### Мова
Розподіл населення за рідною мовою за даними перепису 2001 року:
| Мова       | Відсоток |
| ---------- | -------- |
| українська | 95,62 %  |
| молдовська | 2,27 %   |
| російська  | 1,52 %   |
| вірменська | 0,46 %   |
| білоруська | 0,10 %   |

## Склад ради
Рада складалася з 14 депутатів та голови.
- Голова ради: Гарунов Аділ Ідрис-Огли
- Секретар ради: Горбатюк Світлана Іванівна

### Керівний склад попередніх скликань
| Прізвище, ім'я, по батькові  | Основні відомості                                                         | Дата обрання | Дата звільнення |
| ---------------------------- | ------------------------------------------------------------------------- | ------------ | --------------- |
| Уліцький Леонід Анатолійович | Сільський голова, 1956 року народження, член Комуністичної партії України | 26.03.2006   | 31.10.2010      |
| Шмаленюк Павло Іванович      | Сільський голова, 1968 року народження, освіта вища, член Партії регіонів | 31.10.2010   | 18.03.2014      |
| Гарунов Аділ Ідрис-Огли      | Сільський голова, 1956 року народження                                    | 26.10.2014   |                 |

Примітка: таблиця складена за даними сайту Верховної Ради України

### Депутати
За результатами місцевих виборів 2010 року депутатами ради стали:

#### За суб'єктами висування
| Суб'єкт висування                                       | Кількість обраних депутатів | %    |
| ------------------------------------------------------- | --------------------------- | ---- |
| Партія регіонів                                         | 6                           | 42,9 |
| Соціалістична партія України                            | 3                           | 21,4 |
| Народна партія                                          | 2                           | 14,3 |
| Партія «Родина»                                         | 1                           | 7,1  |
| Самовисування                                           | 1                           | 7,1  |
| Соціально-екологічна партія «Союз. Чорнобиль. Україна.» | 1                           | 7,1  |

#### За округами
| № округу                                                | Прізвище, ім'я, по батькові      | Дата визнання обраним | Освіта             | Партійна приналежність             | Відомості про обраного депутата                       |
| ------------------------------------------------------- | -------------------------------- | --------------------- | ------------------ | ---------------------------------- | ----------------------------------------------------- |
| Народна Партія                                          |                                  |                       |                    |                                    |                                                       |
| 10                                                      | Манолій Ольга В'ячеславівна      | 01.11.2010            | середня спеціальна | член Народної партії               | Бобрицька сільська рада, соціальний працівник         |
| 13                                                      | Дацюк Алла Михайлівна            | 01.11.2010            | середня спеціальна | член Народної партії               | Бобрицька загальноосвітня школа I-III ст., вчитель    |
| Партія регіонів                                         |                                  |                       |                    |                                    |                                                       |
| 4                                                       | Шевченко Галина Миколаївна       | 01.11.2010            | середня спеціальна | член Партії регіонів               | приватний підприємець                                 |
| 5                                                       | Кучеренко Олександр Анатолійович | 01.11.2010            | середня спеціальна | член Партії регіонів               | Любашівське ДАІ, начальник штрафплощадки              |
| 6                                                       | Горбатюк Світлана Іванівна       | 01.11.2010            | середня спеціальна | член Партії регіонів               | Бобрицька сільська рада, секретар                     |
| 8                                                       | Гапонов Михайло Ілліч            | 01.11.2010            | середня спеціальна | член Партії регіонів               | тимчасово не працює                                   |
| 9                                                       | Шендерук Олена Михайлівна        | 01.11.2010            | середня спеціальна | член Партії регіонів               | Бобрицький дитячий садок «Сонечко», завідувачка       |
| 14                                                      | Шарук Олена Геннадіївна          | 01.11.2010            | середня спеціальна | член Партії регіонів               | тимчасово не працює                                   |
| Партія «РОДИНА»                                         |                                  |                       |                    |                                    |                                                       |
| 1                                                       | Кривошеєв Валерій Якович         | 01.11.2010            | вища               | член Партії «РОДИНА»               | тимчасово не працює                                   |
| Соціалістична партія України                            |                                  |                       |                    |                                    |                                                       |
| 2                                                       | Гуславський Володимир Йосипович  | 01.11.2010            | вища               | член Соціалістичної партії України | фермерське господарство «Олена і К», головний інженер |
| 7                                                       | Гулінський Борис Вікторович      | 01.11.2010            | середня спеціальна | позапартійний                      | ПП «ЧАП», завідувач тваринництва                      |
| 11                                                      | Кучерук Іван Іванович            | 01.11.2010            | середня спеціальна | позапартійний                      | фермерське господарство «Промінь», голова             |
| Соціально-екологічна партія «Союз. Чорнобиль. Україна.» |                                  |                       |                    |                                    |                                                       |
| 12                                                      | Поперечний Сергій Миколайович    | 01.11.2010            | середня спеціальна | позапартійний                      | тимчасово не працює                                   |
| Самовисування                                           |                                  |                       |                    |                                    |                                                       |
| 3                                                       | Уліцька Катерина Яківна          | 01.11.2010            | вища               | член Комуністичної партії України  | Янишівський дитячий садок «Ромашка», завідувачка      |